# Longkou (socken i Kina)
Longkou (kinesiska: 龙口, 龙口乡) är en socken i Kina. Den ligger i provinsen Hunan, i den södra delen av landet, omkring 83 kilometer söder om provinshuvudstaden Changsha. Antalet invånare är 20855. Befolkningen består av 10 323 kvinnor och 10 532 män. Barn under 15 år utgör 18,0 %, vuxna 15-64 år 67 %, och äldre över 65 år 13,0 %.
Genomsnittlig årsnederbörd är 1 770 millimeter. Den regnigaste månaden är maj, med i genomsnitt 314 mm nederbörd, och den torraste är oktober, med 35 mm nederbörd.